# Simbach am Inn
Simbach am Inn (amtlich: Simbach a.Inn) ist eine Stadt im niederbayerischen Landkreis Rottal-Inn.

## Geografie

### Geografische Lage

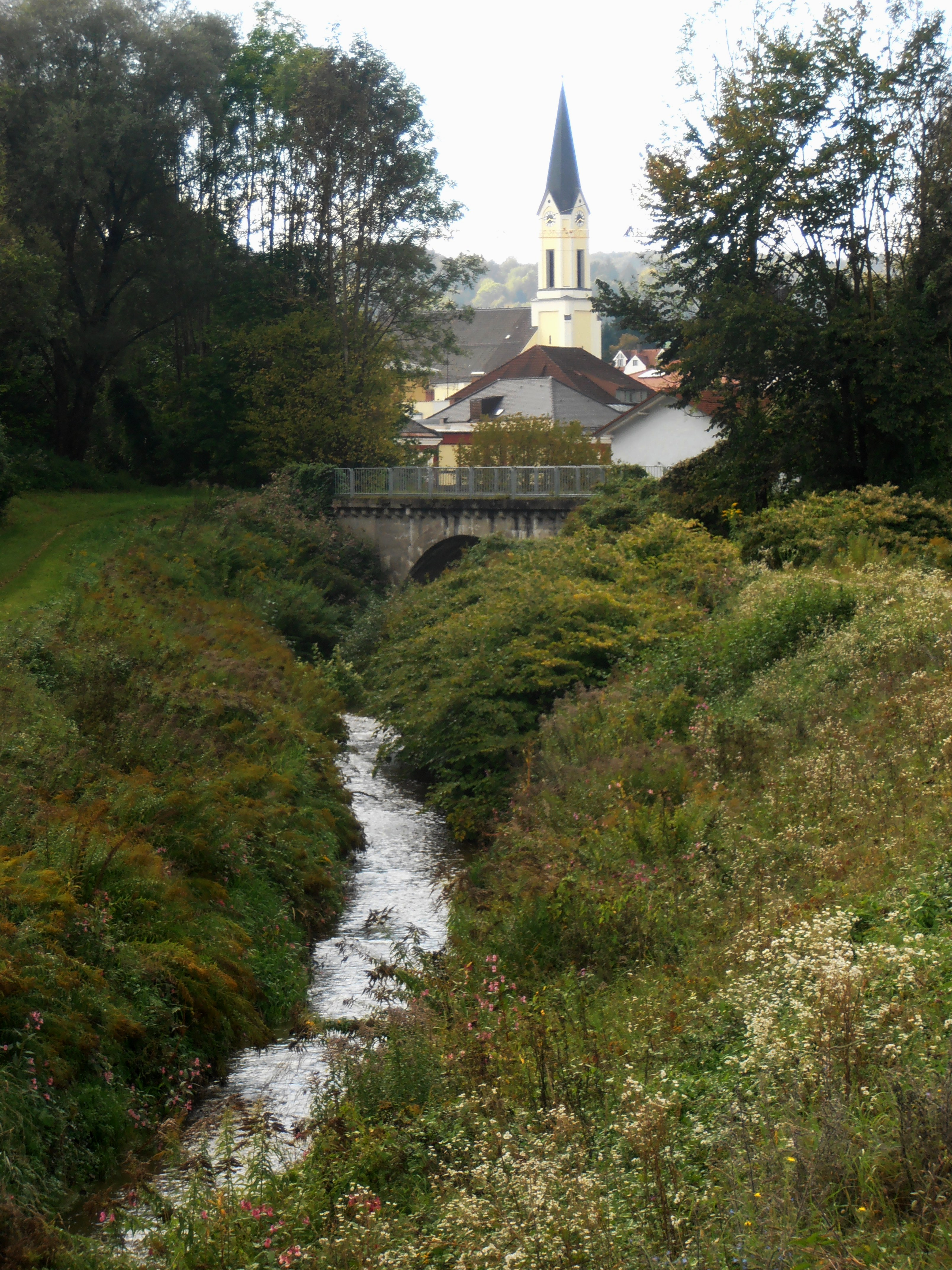
Der Simbach in Simbach am Inn

Simbach am Inn liegt im Süden Niederbayerns, etwa 15 km östlich des Zusammenflusses von Inn und Salzach. In Simbach am Inn mündet der gleichnamige Simbach in den Inn. Die natürliche Grenze zum benachbarten Österreich bildet der Inn. Am gegenüberliegenden Innufer liegt die österreichische Stadt Braunau am Inn.
Simbach wird berührt von der B 12, die künftig zur A 94 ausgebaut werden soll, welche ins rund 50 km entfernte Passau und in Gegenrichtung in die 120 km entfernte Landeshauptstadt München führt. Außerdem befindet sich die Stadt 20 km südlich von Pfarrkirchen und 60 km nördlich von Salzburg.

### Nachbargemeinden
Die bayerischen Nachbargemeinden sind Kirchdorf am Inn, Reut, Stubenberg und Wittibreut. Die österreichische Nachbargemeinde ist Braunau am Inn.
Wenn man die beiden Nachbargemeinden Kirchdorf a.Inn (ca. 5.500 Einwohner) und Braunau am Inn (Österreich, ca. 17.000 Einwohner), die unmittelbar an die Simbacher Stadtgrenze anschließen und durch Bebauungs- und Siedlungsdichtecharakter den Eindruck einer einzigen und homogenen Ortschaft vermitteln, zur Simbacher Einwohnerschaft hinzurechnet (agglomeriert), ergibt sich eine Bevölkerungszahl von mehr als 32.000 Einwohnern, die im Simbacher Innbecken ansässig sind.

### Gemeindegliederung
Es gibt 129 Gemeindeteile:
- Aich
- Aign
- Antersdorf
- Asenberg
- Aufnberg
- Bachmann
- Bauhof
- Beigertsham
- Beingarten
- Berging
- Binderhäusl
- Bötl
- Brauching
- Buch
- Burgholz
- Dattenbach
- Dennersdobl
- Derschlhof
- Dienersberg
- Dietmaning
- Dirnöd
- Dötling
- Eben
- Ebn
- Ed
- Ed b.Eggstetten
- Edmühle
- Eggstetten
- Eizing
- Ellersberg
- Endsfelden
- Engstall
- Erlach
- Ewigkeit
- Felln
- Freiöd
- Fürkl
- Gansöd
- Geigerhäusl
- Golling
- Grafussing
- Grub b.Eggstetten
- Gründwürm
- Gutlersberg
- Guttersberg
- Hadermann
- Handobl
- Harrham
- Heimöd
- Heinzelspitze
- Hinterholz
- Hinteröd
- Hirtenstein
- Hof
- Hofstetten
- Högl
- Holzham
- Hötz
- Hötzl
- Hub
- Hundsberg
- Irging
- Kagerbauer
- Kasberg
- Kirchberg a.Inn
- Kollberg
- Kottigstelzham
- Kreuzberg
- Kronwitten
- Lehner
- Leiten
- Lengdorf
- Maierhof
- March b.Eggstetten
- Matzenhof
- Mitternberg
- Moos
- Mooseck
- Niedereck
- Niedernzaun
- Oberdorfner
- Obereck
- Oberlangwied
- Oberschwarzenhof
- Obersimbach
- Oberweinberg
- Oberzaun
- Ölmühle
- Pichler
- Piering
- Pranzmühle
- Rabing
- Rampelhub
- Ranzenberg
- Reisl
- Rennbahnsiedlung
- Satzenberg
- Scheiben
- Schermühle
- Scheuersberg
- Simbach a.Inn
- Stadler
- Steghäuser
- Steghub
- Steinbruck
- Steining
- Stempl
- Straß
- Straß b.Eggstetten
- Strickberg
- Thalham
- Unterdorfner
- Unterlangwied
- Unterschwarzenhof
- Unterweinberg
- Vorderbrunn
- Wadenberg
- Waltersdorf
- Wank
- Weismühl
- Wenigstraß
- Wies
- Wieser
- Wiesing
- Wiesmannhäusl
- Windsberg
- Winklham
- Wolfsegg
- Würmbauer

## Geschichte

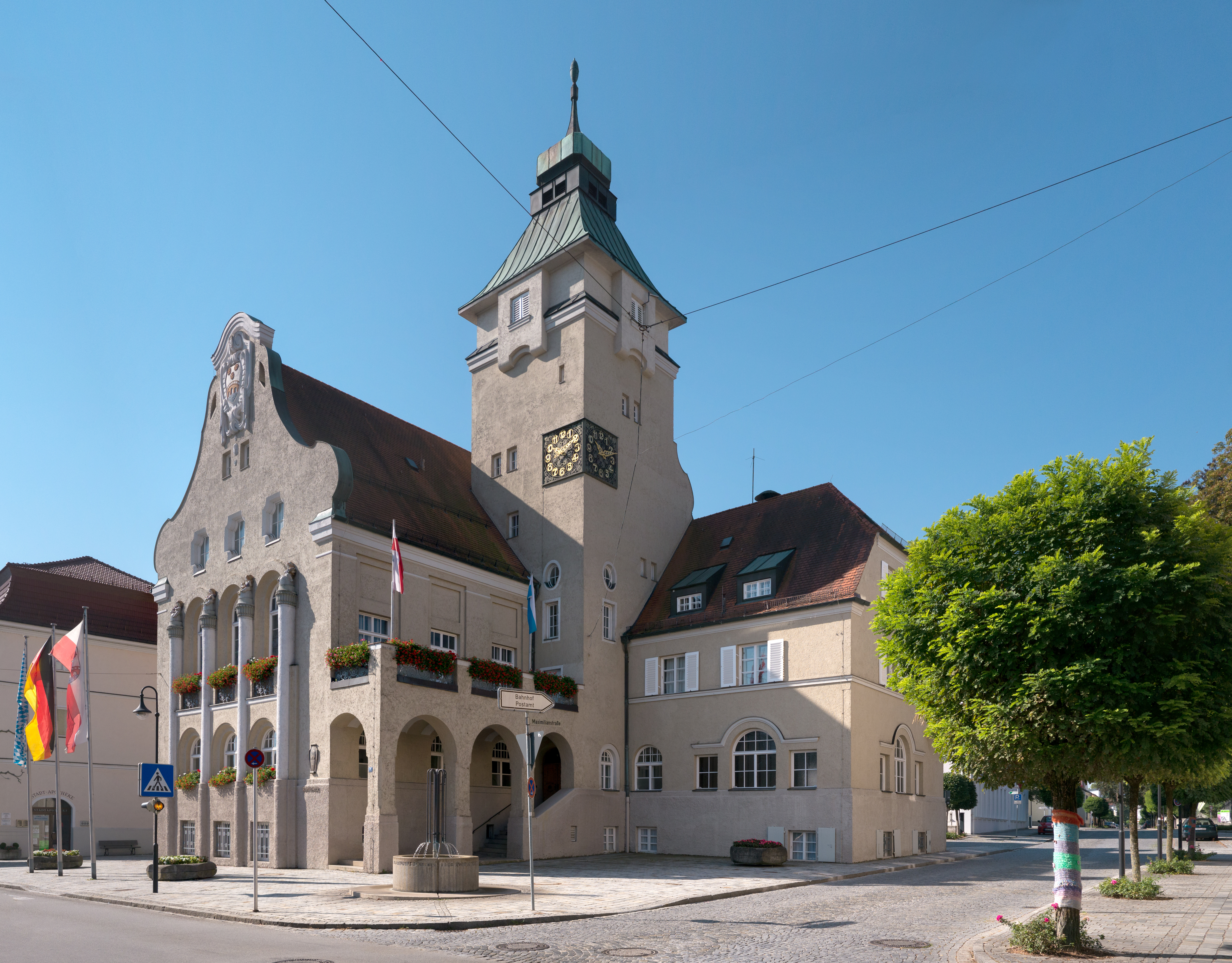
Das Rathaus

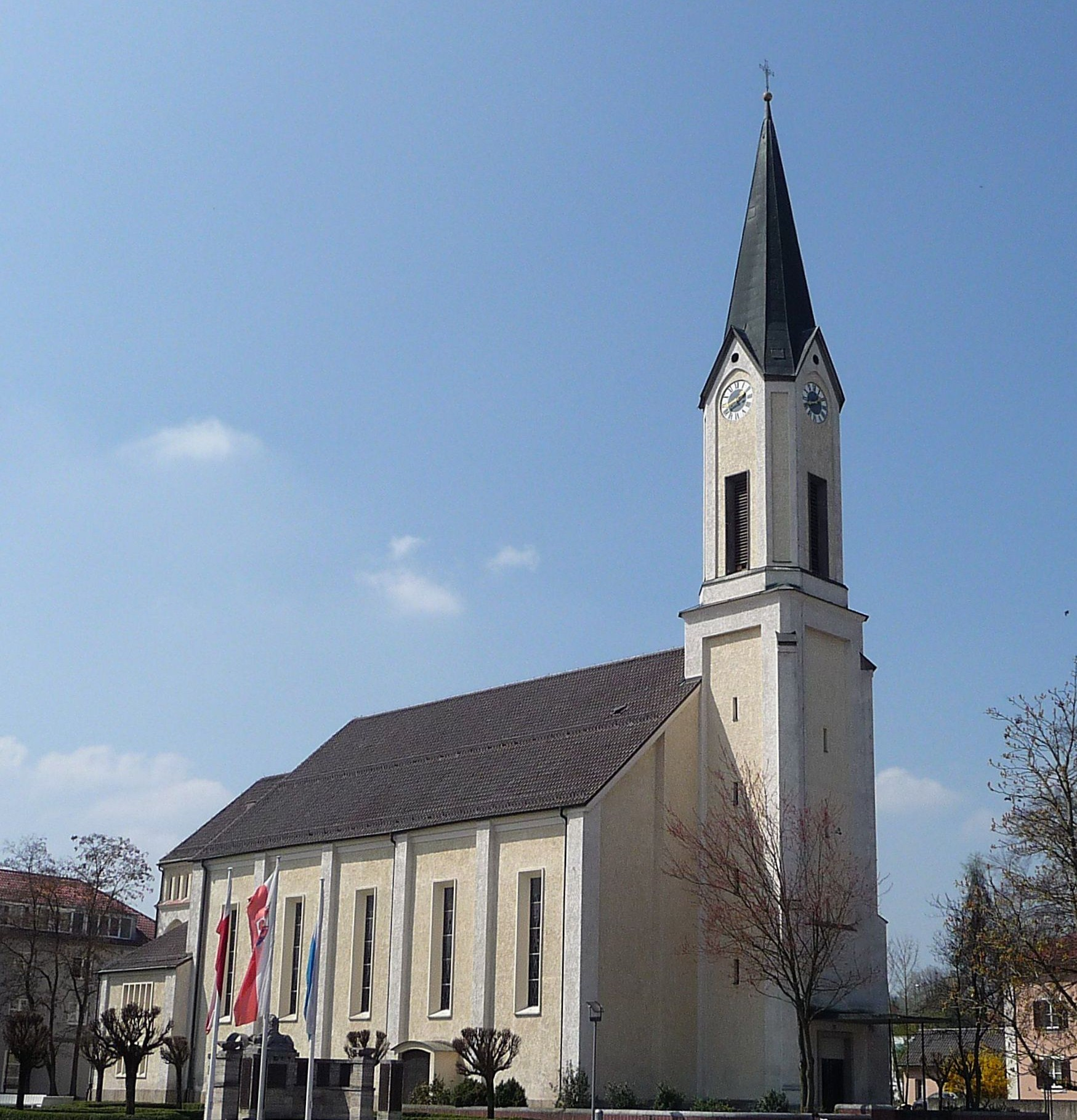
Die Stadtpfarrkirche Maria Unbefleckte Empfängnis

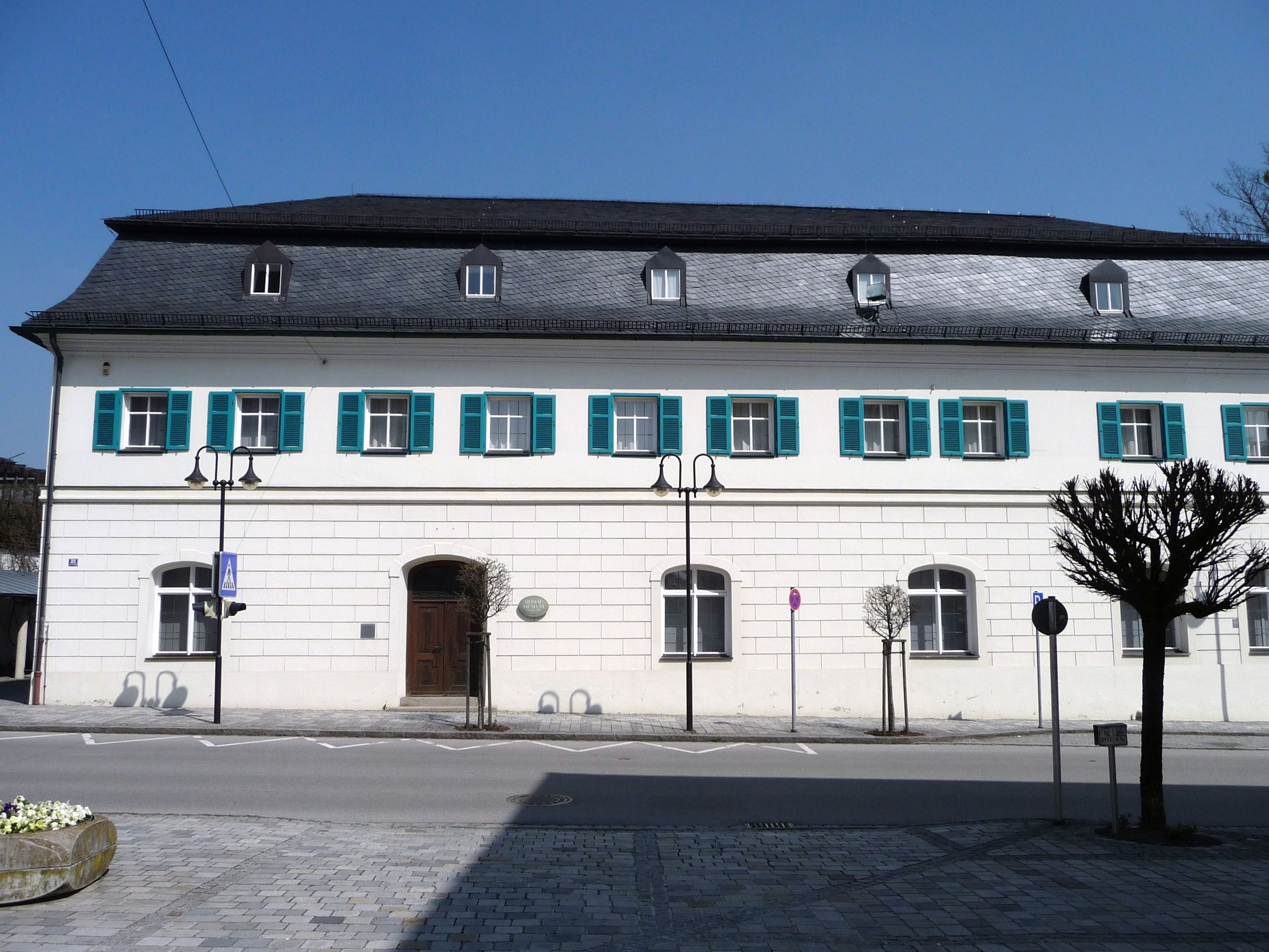
Das ehemalige Rentamt und jetzige Heimatmuseum

### Von 927 bis 2000
Simbach wurde als Sunninpach im Salzburger Urkundenbuch I erstmals 927 urkundlich erwähnt. Der Name setzt sich aus dem Personennamen Suno und der althochdeutschen Bezeichnung für Bach (Gewässer) zusammen.
1646 erwarben die Grafen von Toerring mehrere Güter in Simbach und errichteten einen Edelsitz. 1676 residierte der Regensburger und Passauer Domherr Johann Franz Adam Graf und Herr von und zu Törring in Simbach. 1693 als Hofmark bezeichnet, ist in der Folgezeit lediglich vom Sitz bzw. Communsitz Simbach die Rede, der im Amt Antersdorf zum Pfleggericht Julbach gehörte.
Im Österreichischen Erbfolgekrieg wurde Simbach 1743 fast völlig zerstört. 1752 zählte Simbach 15 Anwesen.
Mit dem Frieden von Teschen 1779 kamen die östlich des Inn gelegenen Gebiete des kurfürstlichen Rentamtes Burghausen als „Innviertel“ zu Österreich. Dies hatte auch Auswirkungen auf Simbach, da der Untere Inn, der bis dahin in erster Linie ein Handelsweg innerhalb Bayerns gewesen war, damit zum Grenzfluss zwischen Bayern und Österreich ob der Enns wurde. Für die Umgebung Simbachs fiel das Wirtschafts- und Verwaltungszentrum Braunau am Inn weg. Als Reaktion begann ab dieser Zeit der wirtschaftliche Aufschwung der Grenzstadt, in der sich ein Mautamt befand.
Von 1800 bis 1850 wurden hier mehrere Behörden errichtet. Am 1. Juli 1803 wurde der Gerichtssitz des Landrichteramtes Julbach nach Simbach verlegt mit Errichtung eines Landgerichtes neuerer Ordnung, zu welchem das bisherige Pfleggericht Julbach und das Herrschaftsgericht Ering gehörten. Am 10. Juli wurde das Mautamt mit dem Rentamt vereinigt. Jacob Groß erwähnte in seiner Chronik von Simbach am Inn (1864), dass noch 1804 von Simbach berichtet wurde, es habe meist nur elende Hütten aufzuweisen.
Von 1810 bis 1816, als das Innviertel wieder zu Bayern gehörte, befand sich der Gerichtssitz in Braunau. Simbach gehörte bei der Gemeindebildung mit dem ersten und zweiten Gemeindeedikt zunächst zum Steuerdistrikt und zur Gemeinde Lengdorf, erst 1827 wurde Simbach zum Hauptort der Gemeinde erhoben. 1833 entstand die erste Schule.
Noch immer war das Gut Simbach in der Hand der Törringer. Im Landgericht Simbach wurde ein Patrimonialgericht gebildet, das am 31. Juli 1821 bestätigt wurde. Inhaber des Gerichtes, dem 30 Untertanen unterstanden, war Graf Törring-Gutenzell. Mit Vertrag vom 30. September 1830 wurden die Dominikalien des Gutes Simbach samt dem Patrimonialgericht vom 1. Januar 1831 durch Kauf dem Staat übergeben.
In der zweiten Hälfte des 19. Jahrhunderts setzte eine große Bautätigkeit ein. Das stärkste Wachstum erfuhr Simbach nach dem 1870 bis 1871 erfolgten Bau der Bahnlinie München – Simbach – Braunau – Linz – Wien. Der große Grenzbahnhof führt unter anderem zur Ansiedlung von Wirtschaftsunternehmen, z. B. die deutsche Heraklith AG, trotzdem waren die Bahnen beiderseits der Grenze über lange Zeit der weitaus größte Arbeitgeber in Simbach, daher wurde Simbach die „Eisenbahnerstadt“ genannt. 1879 trat an Stelle der Bezeichnung Landgericht die Bezeichnung Amtsgericht, 1939 die Umwandlung der Bezirksämter in Landkreise. Simbach war unter anderem Haltebahnhof des legendären Orient-Express.
Mit der Inbetriebnahme des Elektrizitätswerks von Josef Hellmannsberger im Jahre 1894 leuchteten in Simbach die ersten elektrischen Lampen, bereits zwei Jahre bevor es in Nürnberg und drei Jahre bevor es in München der Fall war.
Am 1. Januar 1951 wurde Simbach zur Stadt erhoben. Simbach am Inn ist damit die jüngste Stadt im Landkreis Rottal-Inn. 1995 bis 1997 wurde das denkmalgeschützte Elektrizitätswerk zum Bürgerhaus umgebaut.
Seit 1999 wird in einem in ganz Europa einmaligen Projekt über Staatsgrenzen hinweg in Simbach und Braunau heißes Thermalwasser erschlossen und für die Beheizung von Gebäuden in beiden Städten genutzt.
Ein Baustil dominiert im Stadtkern Simbachs: der Jugendstil. Als markantestes Beispiel dafür gilt das Rathaus. Es wurde in den Jahren 1909/1910 erbaut und 1988/89 einer denkmalgerechten Generalsanierung unterzogen.

### Sturzflut am 1. Juni 2016
Am Mittwoch, 1. Juni 2016, kam es infolge heftiger Regenfälle zu einer Sturzflut, die in der Region sieben Tote zur Folge hatte. In der Stadt trat der Simbach (linker Nebenfluss des Inns) über die Ufer; in der Spitze wurde gegen 14.15 Uhr statt des normalen Pegels von 50 Zentimetern ein Wert von 506 Zentimetern gemessen. Dieser Scheitel habe dort „bei Weitem jeden bisher beobachteten Wasserstand“ übertroffen, erklärte eine Sprecherin des Landesamts für Umwelt. „Am Simbach wird von einem mehr als 1000-jährlichen Hochwasser ausgegangen.“ Am Donnerstagnachmittag, 2. Juni, stand das Wasser 51 Zentimeter hoch. Besonders betroffen waren neben Simbach auch die Gemeinden Triftern und Tann.  Durch angespülte Bäume verstopfte der Durchfluss unter einer Straße westlich des Schulzentrums. Das Wasser staute sich oberhalb, bis der Straßendamm um 13.45 Uhr auf einer Länge von 50 Metern brach und sich das Wasser in einer Flutwelle in den Ort ergoss.

### Religionen
Beim Zensus vom 9. Mai 2011 gehörten 69,1 % der Einwohner von Simbach der römisch-katholischen Kirche an. Weiter gibt es eine evangelische Pfarrgemeinde (2011: 10,1 % der Einwohner), deren Einzugsbereich sich auch über den südlichen Teil des Landkreises Rottal-Inn erstreckt. Außerdem gibt es ein Gotteshaus der Neuapostolischen Glaubensgemeinschaft (Dr.-Güldenapfel-Ring).
Nach 1870 entstand in Simbach eine der ersten alt-katholischen Gemeinden, 1874 wurde die deutschlandweit erste, von der alt-katholischen Kirche selbst gebaute Kirche geweiht. Die Gemeinde wurde allerdings schon 1882 wieder aufgelöst.

### Eingemeindungen
Im Zuge der Gebietsreform in Bayern wurden am 1. Januar 1971 Gebietsteile der aufgelösten Gemeinde Kirchberg am Inn eingegliedert. Am 1. April 1971 kam die Gemeinde Eggstetten hinzu. Die Gemeinde Erlach folgte am 1. Januar 1972.

### Einwohnerentwicklung
Zwischen 1988 und 2018 wuchs die Stadt von 8768 auf 9923 um 1155 Einwohner bzw. um 13,2 %.

## Politik

### Stadtrat
Der Stadtrat hat 20 Mitglieder (+ 1. Bürgermeister)

Seit der Kommunalwahl 2020 setzt sich der Stadtrat wie folgt zusammen:
- CSU: 9 Sitze + 1 Sitz der Bürgermeisters
- UNS (Unabhängige Simbacher Bürgerliste): 5 Sitze
- SPD: 5 Sitze
- AfD: 1 Sitz

### Wappen
| | Blasonierung: „In Silber über blauen Wellen eine rote Brücke mit drei Bögen, darüber drei, zwei zu eins gestellte, rote heraldische Rosen mit goldenen Butzen und grünen Kelchblättern.“ |
| Wappenbegründung: Die Wellen versinnbildlichen den Inn und den Zusatz zum Gemeindenamen. Die Brücke bezeichnet den wichtigen Übergang über den Fluss nach Österreich. Dem Stammwappen der Grafen von Toerring sind die drei Rosen entlehnt. Das Geschlecht besaß die Hofmarksherrschaft seit 1647; bis 1848 bestand sein patrimoniales Niedergericht. Nach der fast völligen Zerstörung des Ortes in der Schlacht bei Simbach am 9. Mai 1743 sorgten die Toerring für den Wiederaufbau ihrer Anwesen. | |

### Städtepartnerschaften
- Mit der Nachbarstadt  Braunau am Inn in Oberösterreich, Österreich besteht seit 1995 ein grenzübergreifendes Mittelzentrum.
- Seit 1982 besteht die Städtepartnerschaft zwischen Simbach und  Skipton in North Yorkshire, England.
- Eine weitere Partnerschaft besteht seit 2001 mit der Stadt  Tolmezzo, Region Friaul-Julisch Venetien, Italien.

## Tourismus
- Lage am internationalen Radwegenetz entlang des Flusses Inn
- Europareservat Unterer Inn (seit 1976 aufgenommen in die „Ramsar-Konvention“; Rastplatz für Wasservögel von internationaler Bedeutung)
- Ausflugserlebnis Unterer Inn (Zusammenschluss von 14 Gemeinden aus Ober- und Niederbayern sowie Oberösterreich)

## Kultur und Sehenswürdigkeiten

### Chöre

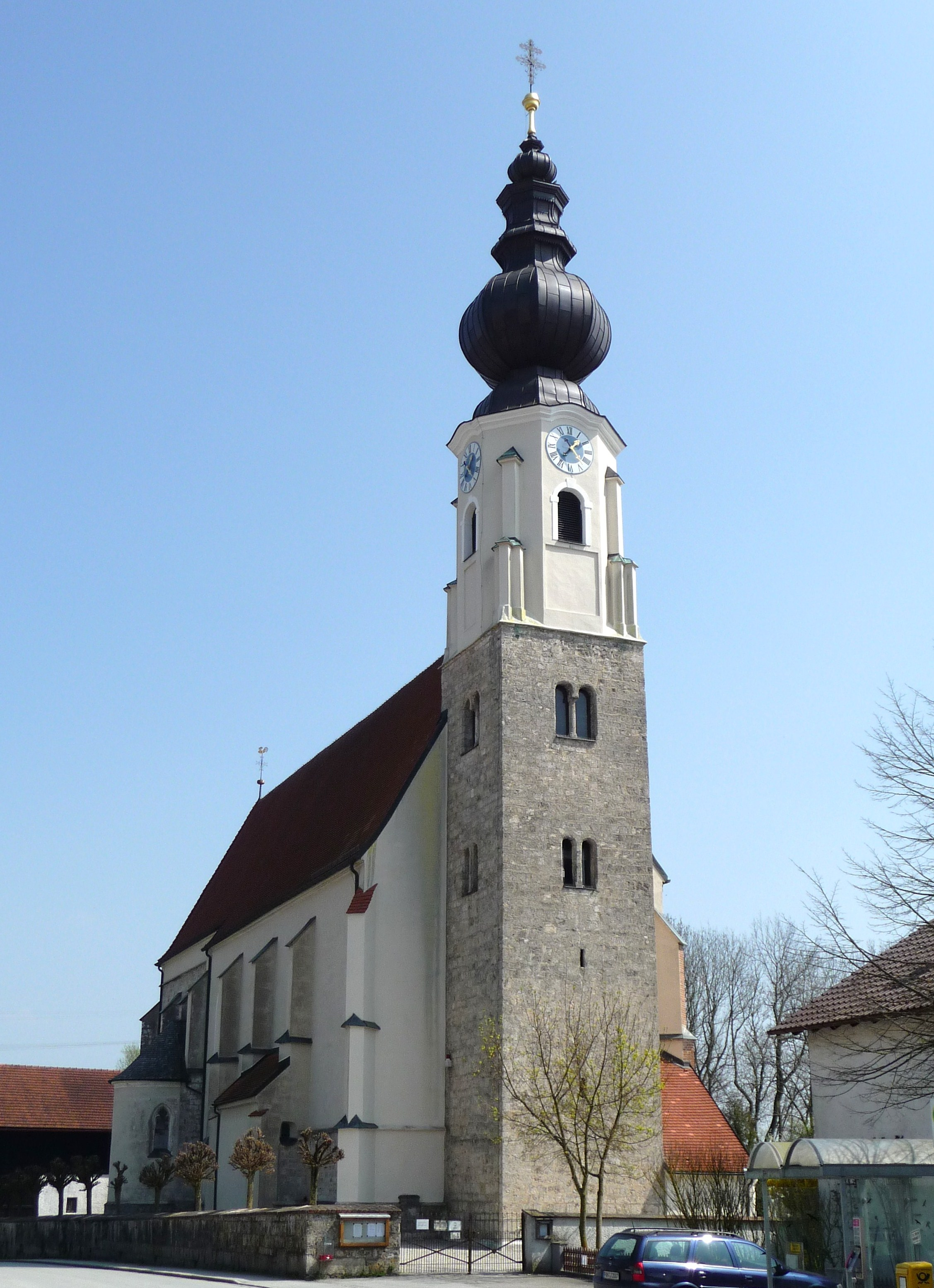
Die Pfarrkirche Maria Himmelfahrt in Erlach

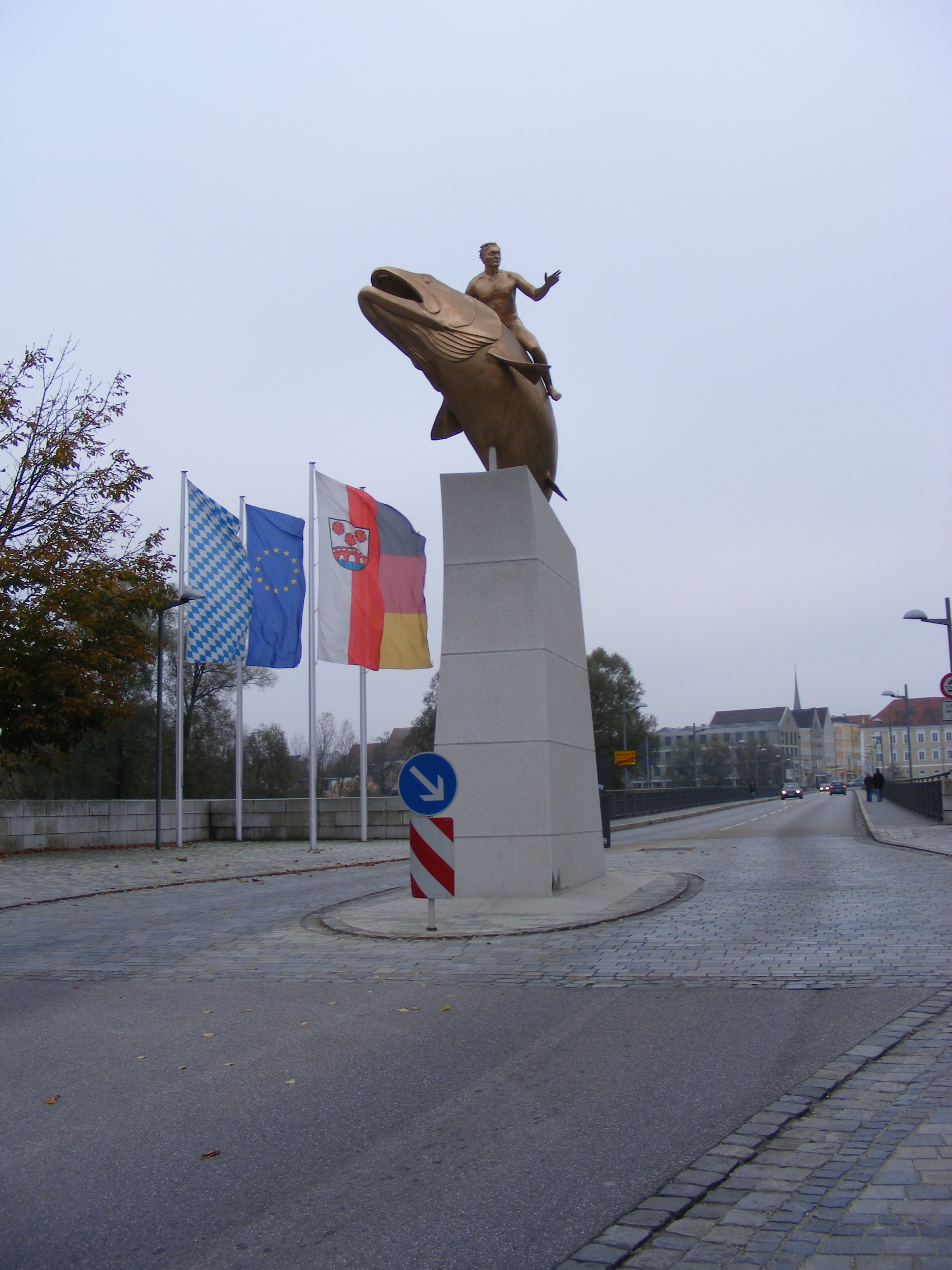
Aenus-Denkmal

- Chorgemeinschaft Liederkranz
- More Than Gospel
- Vokalkreis Simbach
- Kirchenchor Simbach

### Bauwerke
- Rathaus im Jugendstil. Es wurde in den Jahren 1909/1910 erbaut und 1988/1989 einer denkmalgerechten Generalsanierung unterzogen.
- Pfarrkirche Mariä Himmelfahrt im Ortsteil Erlach, einer der bedeutendsten spätgotischen Kirchenbauten der Region mit prächtigem Hochaltar
- Pfarrkirche St. Mariä Empfängnis, 1859–1863 nach Plänen von Leonhard Schmidtner (später vereinfachend umgebaut); Orgel von Wolfgang Eisenbarth, Passau (1995, III/39 Register) im französisch-romantischen Stil
- Heimatmuseum, ehem. Rentamt und späteres Finanzamt, 1825/35 errichtet

### Sehenswürdigkeiten
- Heimatmuseum
- Museum Zollhaus – Forum der Moderne
- Denkmal-Lokomotive DR 52 8034-2 am Bahnhofsvorplatz
- Aenus-Denkmal am ehemaligen Grenzübergang an der Innbrücke. Die Skulptur des Bildhauers Dominik Dengl zeigt den Flussgott Aenus, der auf einem Huchen reitet.

### Regelmäßige Veranstaltungen
- Pfingstdult, größtes Volksfest im Unteren Inntal
- Stadtfest – Bürgerfest, alljährlich am letzten Samstag im Juni
- Fischerfest – alljährlich im September
- Leonhardi-Umritt in der Erlacher Au (seit 1991) – alljährlich im Oktober
- Advent in Simbach, alljährlich vom ersten Adventswochenende bis zum zweiten Adventssonntag
- Winterschwimmen im Inn – alljährlich am Samstag vor Weihnachten (Veranstalter: Wasserwacht)
- Weihnachtslauf – alljährliche Straßenlaufveranstaltung am Sonntag vor Weihnachten (VA: TSV Simbach)

## Wirtschaft und Infrastruktur

### Verkehr
Die Stadt ist über den Bahnhof Simbach (Inn) an die Bahnstrecke München–Simbach (Inn) Grenze mit Fortsetzung als Innkreisbahn nach Neumarkt-Kallham angeschlossen. Bis 1969 bestand in Richtung Osten die Bahnstrecke Simbach–Pocking.
An das Fernstraßennetz ist Simbach mit der Bundesstraße 12 München–Simbach–Passau angeschlossen. Unmittelbar westlich der Stadtgrenze hat die B 12 einen kurzen Zweig, die ehemalige B 340, der über die Bundesgrenze nach Österreich führt und als oberösterreichische Landesstraße B 148 das dortige Fernstraßennetz anbindet. Als nächstgelegene Großstädte werden dort Salzburg und Linz erreicht. Nach Straubing, Burghausen und Freilassing führt die B 20, die zehn bis fünfzehn Kilometer westlich Simbachs die B 12 kreuzt. Es ist geplant, die A 94 von München bis nach Simbach und weiter nach Norden zur A 3 zu bauen, diese soll die B 12 ersetzen. Die wichtigste Verbindung nach Braunau ist die alte Innbrücke, wo die Staatsstraße 2112 beginnt, die durch Simbach am Inn nach Nordosten über Pfarrkirchen, Arnstorf und Simbach bei Landau führt. In Simbach am Inn befindet sich etwa 500 Meter östlich der alten Innbrücke die Eisenbahnbrücke der Innkreisbahn.
Für Kleinflugzeuge ist Simbach über den nahe gelegenen Flugplatz in Kirchdorf am Inn erreichbar.

### Krankenhaus
Das Kreiskrankenhaus Simbach wurde mit Beginn des Jahres 2011 durch Entscheidung des Kreistages zur Fachklinik für Psychosomatik. Die bisherige Fachabteilung Innere Medizin (Kardiologie) wird aufgegeben. Eine chirurgische und eine augenärztliche Praxis versorgen Notfälle ambulant vor Ort im Rahmen eines Medizinischen Versorgungszentrums (MVZ).

### Energieversorgung
Mit dem 2001 fertiggestellten Geothermieheizkraftwerk Braunau-Simbach betreibt Simbach zusammen mit der österreichischen Nachbarstadt Braunau die erste grenzüberschreitende Fernwärmeanlage Europas. Das Fernwärmenetz wurde 2005 vollständig ausgebaut.
Die Anlage wurde vom Europäischen Städtenetzwerk Klima-Bündnis mit dem Climate-Star 2004 ausgezeichnet.

### Hilfsorganisationen
In Simbach sorgt die Freiwillige Feuerwehr für den Brandschutz und die allgemeine Hilfe. Darüber hinaus ist ein Ortsverband des Technischen Hilfswerks hier beheimatet.

### Bildung
Derzeit gibt es in Simbach am Inn folgende Bildungseinrichtungen:
- das Tassilo-Gymnasium Simbach am Inn mit 503 Schülern
- eine staatliche Realschule mit 568 Schülern
- zwei Volksschulen: die Grundschule und die Inntal-Mittelschule
- die Betty-Greif-Schule, Förderschule
- drei Kindergärten mit Kinderkrippen

### Unternehmen
- Knauf Insulation GmbH (ehemals Deutsche Heraklith AG, Teil der Heraklith), Dämmstoffhersteller
- Schütz GmbH & Co. KGaA, Hersteller von Industrie-Großpackmitteln (IBC)

## Persönlichkeiten

### Söhne und Töchter der Stadt
- Emanuel Basler der Ältere (1826–1903), Bildhauer
- Simon Breu (1858–1933), Komponist
- Josef Mühlbeck (1878–1948), Landschafts- und Stilllebenmaler
- Rudolf Homann (1894–1973), evangelischer Pfarrer und Theologe
- Josef Hofmann (1896–1971), Bibliothekar
- Josef Karl Nerud (1900–1982), Maler der Moderne
- Otto Michael Knab (1905–1990), Journalist
- Hans F. Zacher (1928–2015), Rechtswissenschaftler und Hochschullehrer
- Rudolf Reiter (1930–2015), Maschinenbauingenieur und bayerischer Senator
- Franz Mader (1931–2006), Heimatpfleger der Stadt Passau und Politiker
- Richard Alff (* 1943), Jurist, Bundeswehrdisziplinaranwalt und Präsident des Militärischen Abschirmdienstes
- Felix Mühlhölzer (* 1947), Philosoph
- Kurt-Helmut Schiebold (* 1947), Brigadegeneral a. D.
- Michael Steindorfner (* 1949), Richter und politischer Beamter
- Hans Göttler (* 1953), Germanist
- Heinz Maier (* 1954), Leichtathlet
- Ottmar Neuburger (* 1959), Schriftsteller
- Karlheinz Ruhstorfer (* 1963), römisch-katholischer Theologe
- Anton Stangl (* 1964), Handballspieler, 2× DHB-Pokalsieger, Europapokalsieger
- Siegfried Kreitner (* 1967), Bildhauer
- Regina Ramstetter (* 1972), Schriftstellerin
- Holger Seitz (* 1974), Fußballtrainer
- Araba Walton (* 1975), Schauspielerin und Sängerin
- Gerd Strohmeier (* 1975), Politikwissenschaftler und Politikberater, Rektor der Technischen Universität Chemnitz
- Thomas Michael Schinecker (* 1975), Pharmamanager
- Annette Mann (* 1977), Managerin
- Franziska Wanninger (* 1982), Kabarettistin, Schauspielerin und Autorin
- Claudia Helene Hinterecker (* 1986), Schauspielerin
- Maximilian Schuster (* 1998), Fußballspieler
- Timo Bichler (* 1999) (Radsport) Junioren-Vizeweltmeister, Olympiateilnehmer

### Personen mit Bezug zur Stadt
- Matthias Anthuber (* 1959), Chirurg, Hochschullehrer, ehem. deutscher Handballnationalspieler
- Gerhard Hilbrecht (1915–1996), Deutscher Meister im Diskuswurf
- Rudolf Huber-Wilkoff (* 1936), Maler und Grafiker, Grafikdesigner, Kurator und Verleger, Träger der Kulturmedaille der Stadt
- Jörg Mayer (1956–2015), Notar
- Karin Dor (1938–2017), Schauspielerin, bestattet auf Stadtfriedhof